# Americas Rugby Championship 2018
 (août 2025).
Si vous disposez d'ouvrages ou d'articles de référence ou si vous connaissez des sites web de qualité traitant du thème abordé ici, merci de compléter l'article en donnant les références utiles à sa vérifiabilité et en les liant à la section « Notes et références ».
Navigation
Americas Rugby Championship 2017 Americas Rugby Championship 2019

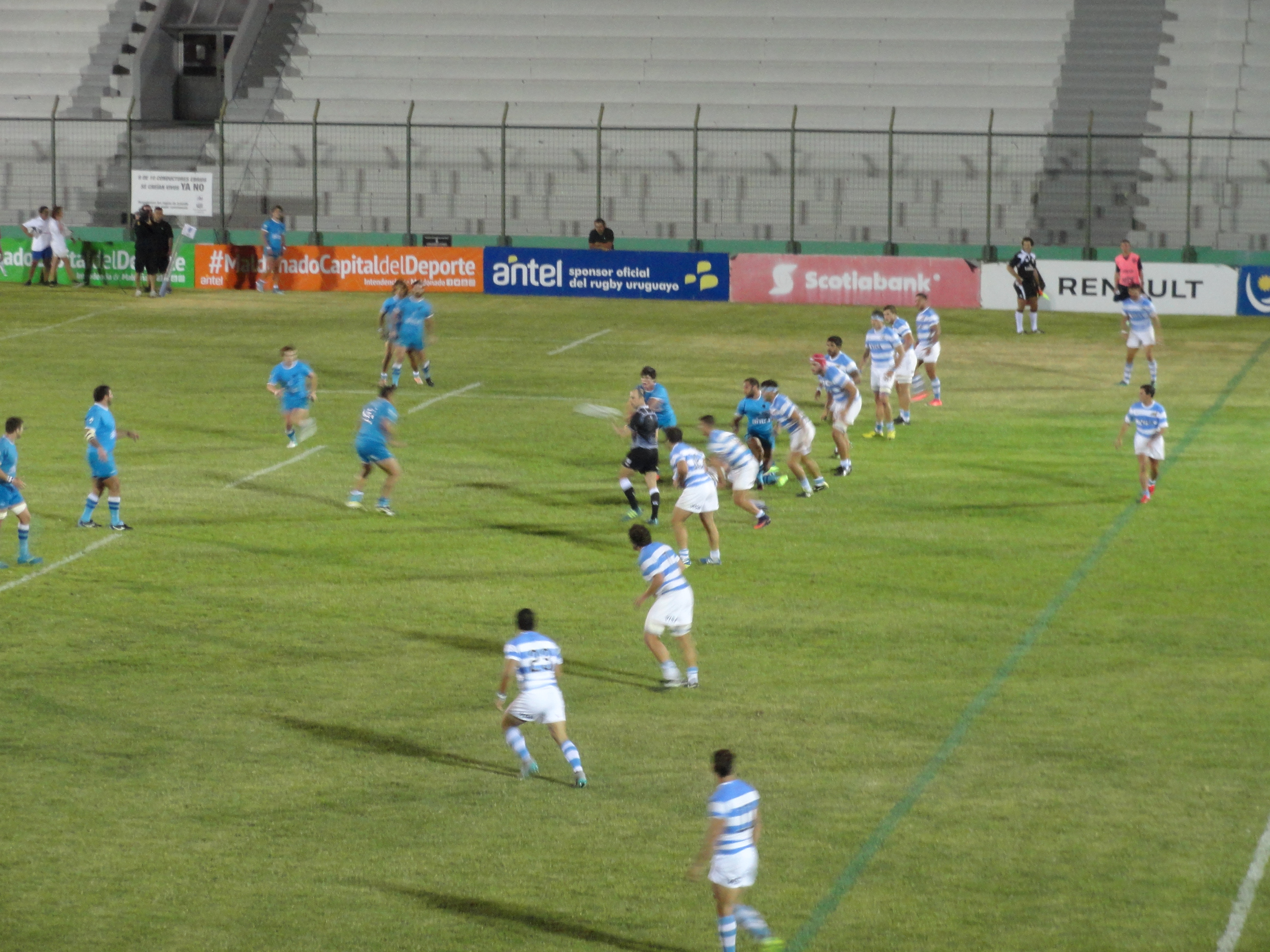
Uruguay vs Argentina XV

L'Americas Rugby Championship 2018 a lieu du 27 janvier au 3 mars 2018. La compétition se déroule sur cinq journées disputées en janvier et mars. Ces cinq journées s'étalent sur cinq semaines consécutives, donc sans pause entre elles. Chacune des six nations participantes affronte toutes les autres une fois (championnat toutes rondes). 
En 2016, l'Argentine XV remporte la première édition de l'Americas Rugby Championship.
En 2017, les États-unis XV remporte la seconde édition de l'Americas Rugby Championship.

## Les matches
Les heures sont données dans les fuseaux horaires utilisés par le pays qui reçoit, avec le temps universel coordonné entre parenthèses.
| Le 3 février à - PST (UTC−08:00) | BC Place Stadium, Vancouver               | Canada     | 29 - 38 | Uruguay      |
| Le 3 février à - PST (UTC−03:00) | Estadio Municipal de La Pintana, Santiago | Chili      | 14 - 16 | Brésil       |
| Le 3 février à - PST (UTC−03:00) | StubHub Center, Carson (Californie)       | États-Unis | 17 - 10 | Argentine XV |

| Le 9 février à - EST (UTC−12:30)  | Stade du Pacaembu, São Paulo    | Brésil       | 18 - 27 | Uruguay |
| Le 10 février à - PST (UTC−08:00) | Estadio Agustín Pichot, Ushuaïa | Argentine XV | 57 - 12 | Chili   |
| Le 10 février à - EST (UTC−03:00) | Papa Murphy's Park, Sacramento  | États-Unis   | 29 - 10 | Canada  |

| Le 17 février à - PST | Titan Stadium, Fullerton            | États-Unis | 45 - 13 | Chili        |
| Le 17 février à - EST | Estadio Domingo Burgueño, Maldonado | Uruguay    | 17 - 34 | Argentine XV |
| Le 17 février à - PST | Westhills Stadium, Langford         | Canada     | 45 - 5  | Brésil       |

| Le 24 février à - PST | Estadio Municipal de La Pintana, Santiago    | Chili        | 15 - 67 | Uruguay    |
| Le 24 février à - EST | Estádio Martins Pereira, São José dos Campos | Brésil       | 16 - 45 | États-Unis |
| Le 24 février à - PST | Estadio 23 de Agosto, Jujuy                  | Argentine XV | 40 - 15 | Canada     |

| Le 3 mars à - PST | Estadio Municipal de La Pintana, Santiago    | Chili   | 17 - 33 | Canada       |
| Le 3 mars à - EST | Estadio Domingo Burgueño, Maldonado          | Uruguay | 19 - 61 | États-Unis   |
| Le 3 mars à - PST | Estádio Martins Pereira, São José dos Campos | Brésil  | 8 - 28  | Argentine XV |

## Classement
| Rang | Nation       | J | V | N | D | Bo | Bd | Pm | Pe | Diff | Pts |
| ---- | ------------ | - | - | - | - | -- | -- | -- | -- | ---- | --- |
| 1    | États-Unis   | 0 | 0 | 0 | 0 | 0  | 0  | 0  | 0  | 0    | 0   |
| 2    | Argentine XV | 0 | 0 | 0 | 0 | 0  | 0  | 0  | 0  | 0    | 0   |
| 3    | Uruguay      | 0 | 0 | 0 | 0 | 0  | 0  | 0  | 0  | 0    | 0   |
| 4    | Brésil       | 0 | 0 | 0 | 0 | 0  | 0  | 0  | 0  | 0    | 0   |
| 5    | Canada       | 0 | 0 | 0 | 0 | 0  | 0  | 0  | 0  | 0    | 0   |
| 6    | Chili        | 0 | 0 | 0 | 0 | 0  | 0  | 0  | 0  | 0    | 0   |

|  | Vainqueur du tournoi |

Attribution des points : Victoire : 4 points ; match nul : 2 points ; défaite : 0 ; bonus offensif pour quatre essais marqués ou plus : 1 point ; bonus défensif en cas de défaite de sept points ou moins : 1 point